# 王宗涤
王宗涤（9世纪—902年），本名华洪，晚唐时效力于后来在五代十国时期建立前蜀的王建并被王建收为养子。因为辅佐王建有功，他成为王建手下为数不多的节度使，但终因王建疑忌而被处死。

## 初从王建
华洪生年不详，颍川人氏。而王建最初在忠武军为将，忠武军军部恰在颍川，可能华洪那时就已成为他的手下。王建将要入蜀时，缺乏勇士，以华洪为厩将。华洪有膂力又骁果，轻财好施，为士卒所推戴，得以隶属神策军为小校。
大顺二年（891年），王建在盟友东川节度使顾彦朗协助下刚控制西川军。他进入成都后，以华洪领前锋兵夺取星宿寨，进攻七里亭，以功表授华洪威信都指挥使。山南西道节度使杨守亮部下凤州刺史满存被邠宁节度使王行瑜和凤翔节度使李茂贞所败，与杨守亮同奔阆中，王建命华洪抵御，打败满存等，斩其将梁承裕，俘获数千人。当年九月，顾彦朗卒，弟顾彦晖继立，十二月，刚参与养叔杨复恭对唐昭宗的军事对抗的杨守亮意图攻取东川。顾彦晖向王建求援，王建派华洪、李简、养子王宗侃、王宗弼协助顾彦晖抵抗杨守亮。但王建又密令他们：一旦击败杨守亮，顾彦晖一定会邀他们赴宴，只要他们在席间抓住顾彦晖，就可不战而得东川。王宗侃击败杨守亮的养堂兄绵州刺史杨守厚，山南西道军败退，王宗弼却将王建的命令泄露给顾彦晖，顾彦晖早作防备，东川未被西川军所夺。
景福元年（892年），华洪已被授邛州刺史，二月，王建派族子嘉州刺史王宗裕、雅州刺史王宗侃、华洪、茂州刺史王宗瑶攻威戎军节度使杨晟于威戎军军部彭州，杨守亮派部将符昭援救杨晟，攻成都。王建召华洪回成都抵御。华洪亲率前锋军队赶回成都，夜晚到古城，距符昭大营数里，多设更鼓。天将亮时，在山谷中遍张旗帜，命令士兵把战鼓敲得很响，装作有更多军队的样子。符昭因此误以为西川军全都从彭州撤回了，不敢出战。华洪又命朝符昭营中投石，声震山谷。符昭害怕，趁夜逃走。华洪以兵万人壁于绵州之郊，败杨守亮养堂兄武定军节度使杨守忠、杨守厚，二人分道行，收兵趋阆州。又回攻彭州，拔之。十二月，又败杨守亮于阆州。二年（893年），华洪破绵州，杨守厚逃走，华洪得到先前被诸杨劫夺的朝廷授予顾彦晖的旌节。
乾宁二年（895年）十二月，王建对顾彦晖开战。华洪先率五万军奔赴东川，取渝、昌、普三州，壁于梓州南，败顾彦晖军，夺铠马八百，十二月，在楸林大败东川军，斩将罗璋，俘杀达数万之众。经历五十战后，遂坚固了对梓州的包围。在王建的后续作战中，华洪也是一员主将，四年（897年）二月率军五万在玄武遭遇岐国将领李茂贞养子李继徽，败之。五月，和很多将军一样，华洪被王建正式收为养子，改名王宗涤，以功赐名五十三指挥使之首。

## 成为王建养子后
王建的军队逐个攻克东川城镇，最后围困军部梓州，十月，顾彦晖举家自杀。王建占有东川，任王宗涤为留后。五年（898年）正月，昭宗本想任兵部尚书同平章事刘崇望为新任东川节度使，但在五月得知王建已任王宗涤为留后，便召回刘崇望，认可了王宗涤。八月，王宗涤认为东川作为一个藩镇，辖区太大了，建议划出遂、合、泸、渝、昌五个州作为一个新的藩镇，王建上表朝廷，朝廷于是设立了下辖这五个州的武信军，军部遂州。
光化元年（898年）十月，昭宗从王建奏，授王宗涤东川知节度使副大使事，即实际上的正式东川节度使。二年（899年）称病请辞，王建不许。三年（900年）六月，王宗涤被授以宰相荣衔同中书门下平章事。天复元年（901年）三月，王宗涤因病请辞，王建让时任马步使的王宗裕接任。九月，宰相崔胤召宣武军节度使朱全忠诛杀宦官，十一月，当权宦官韩全诲挟持昭宗逃离长安投奔盟友凤翔节度使李茂贞，朱温攻打凤翔想夺回皇帝。十二月，李茂贞和朱全忠都向王建求援，昭宗也秘密派中官仇承坦谕旨王建。王建想戏耍双方，表面上答应朱全忠、拒绝李茂贞，却派密使去凤翔鼓励李茂贞坚守，答应予以救援，又派王宗涤和另一养子武信军节度使王宗佶为扈驾指挥使率军五万北上，声称迎驾，实则攻打李茂贞控制的山南西道。二年（902年）八月，王宗涤率军围攻山南西道军部兴元，率部先登克汉中，李茂贞养子山南西道节度使李继密投降，王宗涤入屯汉中，得兵三万人、马五千匹，王建占领山南西道。

## 身亡
朝廷下诏授王宗涤山南西道节度使。王宗涤因有勇略，深得众心，也遭到王建猜忌。另一方面，当月，已受封蜀王的王建造王府门时将门涂成红色，人们称之为“画红楼”，王建注意到这正是王宗涤的原名华洪的谐音。而王宗佶等人出于嫉妒，也构陷王宗涤。王建召王宗涤回成都诘问，想要加罪，王宗涤说：“三蜀（两川和山南西道）都平定了，大王听信谗言，可以杀功臣了。”王建说：“你以前在大谩天寨中已有不轨之言，我念你勤，尚且隐忍，今又如此狂妄轻率，岂为宪章所容！”王宗涤不顾斥责就起身了。王建命人监视他回营，第二天尽削其官爵，流放松州，出发当夜，王建亲随马军都指挥使唐道袭将王宗涤灌醉后缢杀于城外。成都为王宗涤的死而罢市，连着的几个军营都在哭，好像死了亲人一般。人们都称他死得冤。七年（907年），王建建立前蜀称帝，仍下诏指责王宗涤有不臣之心，但也追溯了他的功绩，予以洗雪，追还其生前官爵。